# König-Rama-IX.-Park

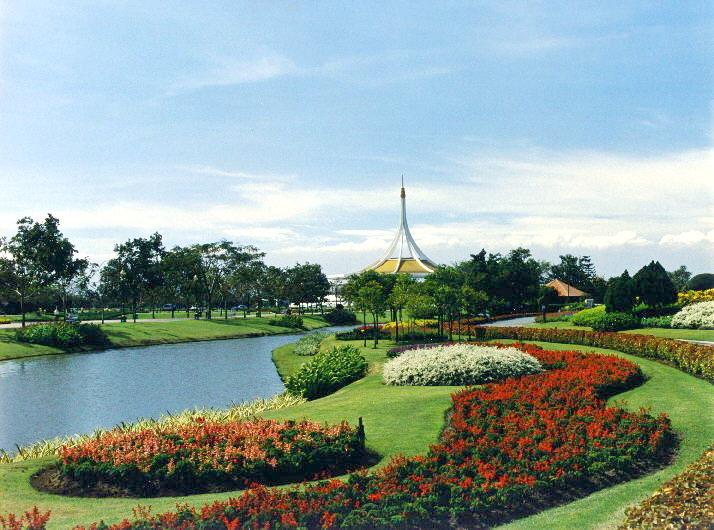
Blick in den Park

Der König-Rama-IX.-Park (Thai: สวนหลวง รัชกาลที่ 9, kurz: สวนหลวง ร. 9, Aussprache: [sŭan lŭaŋ ráʧa-gaːn tîː 9], engl.: King Rama 9 Park) ist ein öffentlicher Park im Südosten von Bangkok im Bezirk Prawet. 

## Lage
Der König-Rama-IX.-Park liegt am Soi 103 (Nebenstraße 103) der Thanon Sukhumvit (Sukhumvit-Straße) nahe der Srinakharin-Straße und bedeckt ein Areal von 500 Rai (etwa 80 ha). 

## Geschichte
Der Park wurde 1987 anlässlich des 60. Geburtstages von König Bhumibol Adulyadej (Rama IX.) im Rahmen der jedes Jahr stattfindenden Blumenschau des Landes geschaffen und zeigt eine große Anzahl einheimischer Pflanzen. Auch findet sich hier eine Ausstellung mit Werken des thailändischen Königs und eine Übersicht über sein Leben und Schaffen. Im Dezember ist der Park jedes Jahr mit zahllosen Blumen geschmückt, um den Geburtstag des beliebten Königs hervorzuheben.

## Ausstellung und Gebäude

### Ehrenstätte für König Rama IX. Bhumibol Adulyadej
Dieser Teil des Parks umfasst etwa 21 Rai, also etwa 3 Hektar. Hauptgebäude ist hier die Radschamangkala-Halle, die im Stil der Rattanakosin-Ära errichtet wurde. Das neunseitige Gebäude beherbergt eine ständige Ausstellung, in der die zahlreichen Projekte des Königs zusammen mit königlichen Devotionalien, ausgestellt sind. Die Halle ist auf beiden Seiten von überwältigenden Bäumen und Blumenbeeten umgeben, die je eine Fontäne aufweisen. Das Gelände vor der Haupthalle wird „Garten des Großen Königs“ genannt.

### Botanischer Garten
Der Botanische Garten wurde gemäß ökologischen Überlegungen geschaffen und bildet den ersten umfassenden Botanischen Garten des Landes. Dieser Teil des Parks umfasst etwa 150 Rai, also 22 Hektar, und ist in verschiedene Bereiche aufgeteilt, die von Bewässerungsanlagen umgeben sind. Hier kann man entspannen oder auch botanische Forschungen betreiben.

### Reservoir
Das Reservoir ist ein künstlicher See, der als Prabang Kaeo Keb Nam bekannt ist und eine Fläche von 40 Rai, also etwa 12 Hektar, überdeckt. In Übereinstimmung mit den Wünschen des Königs wurde der See als Hochwasserschutzraum errichtet, um das Risiko der Überflutung der östlichen Vororte der Hauptstadt zu mindern. Hier werden auch Wassersport- und Kulturveranstaltungen abgehalten.

### Rommaniya-Garten
Dieser Gartenbereich zeigt auf etwa 50 Rai, also 7 Hektar, die Naturschönheiten von Thailand. Das gelände wurde so geformt, dass es die typischen Ströme, Wasserfälle, Wälder und Berge des Landes widerspiegeln. So wird beispielsweise ein typischer Regenwald gezeigt, der zahlreiche Spezies und Gesteinsarten des Landes aufweist. 

### Sanan Rasdara
Das Gelände besteht aus einem 70 Rai (10 Hektar) großen Gelände, das hauptsächlich aus Grasland besteht. Hier können die Menschen sportlichen Aktivitäten nachgehen und jahreszeitlichen Festen beiwohnen. Auch Musikfestivals und Konzerte werden hier veranstaltet. 

### Der Wassergarten
Der Wassergarten umfasst eine Fläche von 40 Rai, fast 6 Hektar, und ist die Heimat zahlreicher Fisch- und Seevogelarten. Verschiedenste Arten von Wasserpflanzen gedeihen in den seichten Kanälen und dem wenig bewaldeten Gebiet, die hier reizvoll aufgebaut worden sind.

## Öffnungszeiten
Der Garten ist täglich zwischen 5 Uhr morgens und 7 Uhr abends geöffnet.